# NGC 2027
NGC 2027 (també conegut com a ESO 86-SC13 ) és un cúmul obert de magnitud 12 situat a la constel·lació de l'Orada. A més forma part del Gran Núvol de Magallanes. Fou descobert per James Dunlop el 6 de novembre de 1826. El seu diàmetre aparent és de 0,7 minuts d'arc.